# Transfer telegraficzny
Transfer telegraficzny (ang. telegraphic transfer lub Transfer Telex, często używa się też skrótów TT, bądź T/T) – sposób dokonywania płatności w handlu zagranicznym. Ponieważ jest to przedpłata, ryzyko przeprowadzenia transakcji przerzucane jest tu w całości na importera.
Bankowy termin „T/T”, oznacza wiadomość elektroniczną wysyłaną z jednego banku do drugiego, celem dokonania przelewu.
W bankowości brytyjskiej najczęściej odnosi się to do transferu CHAPS, przelewu przy którym pośredniczy System Płatności Automatycznych Izby Rozliczeniowej (ang. Clearing House Automated Payments System). Niekiedy mylony jest z innymi elektronicznymi sposobami płatności, takimi jak BACS, czy AFTS.